# Chase Tower (Chicago)
Chase Tower, è un grattacielo di 60 piani situato nella zona di Chicago Loop a Chicago, nello stato americano dell'Illinois. Alto 269 metri, è l' undicesimo edificio più alto di Chicago, e il 40° più alto negli Stati Uniti. Chase Bank ha qui la sua sede bancaria commerciale e al dettaglio negli Stati Uniti e in Canada. L'edificio è anche il quartier generale di Exelon. L'edificio e la sua piazza (nota come Exelon Plaza) occupano l'intero blocco delimitato dalle strade Clark, Dearborn, Madison e Monroe.

## Storia
Prima della costruzione dell'edificio, il Morrison Hotel, che occupava il terreno, fu demolito nel 1965. L'edificio fu aperto per la prima volta nel 1969 come First National Plaza. Nel 1998 divenne la sede principale di Bank One Corporation e di conseguenza fu ribattezzata Bank One Tower. Il nome attuale risale al 24 ottobre 2005, dopo che Bank One si fuse con Chase.
Da maggio 2005 lo spettacolo radiofonico nazionale pubblico Wait Wait... Don't Tell Me! è registrato il giovedì sera davanti a un pubblico dal vivo presso l'Auditorium Chase sotto la piazza.

## Design e funzionalità
Gli architetti di design per la costruzione furono CF Murphy Associates, Stanislaw Z. Gladych e Perkins e Will. Chase Tower è nota sia per la sua caratteristica forma curva che per il suo grande spazio pubblico: una profonda piazza affondata nel centro geografico del Chicago Loop, completa di una fontana a getto e il murale in ceramica di Four Seasons di Marc Chagall.
La sua facciata concava ricorda il Solow Building e il WR Grace Building.